# Марк Кальпурний Пизон Фруги
Марк Кальпу́рний Пизо́н Фру́ги (лат. Marcus Calpurnius Piso Frugi; родился около 87 года до н. э. — умер после 40 года до н. э.) — римский политический деятель из плебейского рода Кальпурниев Пизонов, претор 44 года до н. э.
Предположительно Марк Кальпурний был сыном Марка Пупия Пизона Фруги Кальпурниана, консула 61 года до н. э. В год консулата отца он занимал должность монетного триумвира. В 49 году до н. э., когда началась гражданская война между Гаем Юлием Цезарем и Гнеем Помпеем Великим, Пизон Фруги занял сторону последнего и был отправлен на остров Делос набирать людей для помпеянской армии. После победы Цезаря Марк Кальпурний признал его власть и вернулся в Рим, а в 44 году до н. э. занял должность претора.
Известно, что в 43 году до н. э. Пизон отказался стать наместником одной из римских провинций, заявив, что не признает легитимными распоряжения на этот счёт Марка Антония.